# Anatole de Montesquiou-Fezensac
Pour les autres membres de la famille, voir Famille de Montesquiou.
Ambroise Anatole Augustin de Montesquiou-Fézensac, baron de l'Empire (1810) puis comte d'Empire au décès de son père en 1832,, est un général et un homme politique français, né le 8 août 1788 à Paris et décédé le 22 janvier 1878 au château de Courtanvaux, à Bessé-sur-Braye (Sarthe).

## Biographie
Il appartient à la famille de Montesquiou-Fézensac : il est le fils de Pierre de Montesquiou-Fezensac, grand chambellan de France, comte de l'Empire, membre du Sénat conservateur puis pair de France, et de son épouse, Louise Charlotte Françoise Le Tellier de Courtanvaux, gouvernante du "Roi de Rome". Il est aussi le petit-fils de Charles François César Le Tellier, marquis de Courtanvaux, le frère aîné d'Alfred-Félix de Montesquiou.
Anatole de Montesquiou entre dans les rangs de l'armée comme simple soldat à l'époque la plus faste pour l'Empire français, en 1806, deux ans avant d'être appelé par la conscription.
les campagnes qui suivent lui fournissent bientôt l'occasion de se signaler ; c'est sur les champs de bataille qu'il conquiert ses grades. Décoré à la bataille d'Essling, il combat à Wagram auprès de l'Empereur, qui l'a déjà attaché à sa personne comme officier d'ordonnance ; il prend part aux campagnes de Russie en 1812, et d'Allemagne en 1813. Dans ses mémoires, il décrit comment Napoléon prit appui sur son épaule pour observer Moscou qui brûlait.
Sa conduite à la bataille de Hanau lui vaut le grade de colonel ; il est bientôt nommé aide-de-camp de l'Empereur. À la campagne de 1814, il participe aux combats les plus importants et a l'honneur de s'emparer d'un drapeau ennemi.
Napoléon Ier a confié à sa mère, la comtesse de Montesquiou (née Le Tellier de Courtanvaux de Montmirail), l'éducation du roi de Rome.
Après l'abdication de l'Empereur, Montesquiou, resté fidèle à Napoléon Bonaparte, sollicite la faveur de le suivre à l'île d'Elbe ; n'ayant pu l'obtenir, il se retire à Vienne. Ce dévouement le fait porter sur la liste des proscrits ;  son parent, l'abbé de Montesquiou, qui a été ministre de Louis XVIII pendant la première Restauration, parvient, par ses démarches, à obtenir sa radiation.
Montesquiou peut alors rentrer en France et se livre à l'étude des arts et des belles-lettres.
Nommé aide de camp du duc d'Orléans en 1816, puis chevalier d'honneur de la duchesse d'Orléans en 1823, il est constamment honoré de la confiance de cette famille. Le roi Louis-Philippe Ier, lors de son avènement au trône en 1830, le choisit pour aller faire reconnaître le nouveau gouvernement auprès des cours de Rome et de Naples ; cette mission, remplie avec beaucoup de zèle et d'habileté, est suivie du plus heureux succès.
Le 2 avril 1831, il est promu au grade de maréchal de camp.
À la mort de son père, en 1834, il hérite du château de Courtanvaux.
Anatole de Montesquiou est bientôt appelé par la confiance de ses concitoyens à la Chambre élective ; élu député de la Sarthe en 1834, 1837, 1839, il se place au nombre des défenseurs les plus zélés de la monarchie fondée en 1830.
Lorsque le roi l'élève à la pairie en 1841, son fils, le comte Napoléon de Montesquiou-Fézensac, a l'honneur de le remplacer à la Chambre des députés.
En 1834, il est élu conseiller général de la Sarthe pour le canton de Saint-Calais, jusqu'en 1845, puis à nouveau de 1859 à 1871.
Anatole de Montesquiou consacre les loisirs que lui laissent les affaires publiques aux beaux-arts, à la poésie. Il publie, en 1842, une traduction en vers de toutes les poésies italiennes et de beaucoup de poésies latines de Pétrarque ; cette œuvre, fruit de longues années de persévérance, est accueillie à l'époque par le plus légitime succès.
Il est mis d'office à la retraite, comme général de brigade, le 8 juin 1848, suit Louis-Philippe en exil et ne rentre en France qu'après la mort de ce dernier, le 26 août 1850.
Il publie également deux volumes de poésies intitulés Chants divers. Dans le cadre le plus varié il réunit tous les genres : des odes, des morceaux épiques, des contes, des élégies, des chansons ; il y célèbre les magnificences de l'Empire, les gigantesques combats auxquels il prit part, il raconte dans un langage vraiment inspiré les effroyables désastres de la Russie, les scènes de douleur et d'angoisse dont il fut témoin.
De 1864 à 1869, il dirigea la Société de Secours aux Blessés Militaires (S.S.B.M.), devenue depuis 1940 la Croix-Rouge française.
En 1858 et 1870, il est candidat à l'Académie française.

### Décorations
Anatole de Montesquiou-Fézensac a été décoré de l'ordre du Mérite militaire de Bavière en 1809, de l'ordre impérial de Léopold en 1810, créé baron de l'Empire en 1810 et grand officier de la Légion d'honneur en 1831. La reine d'Espagne le nomma en 1847 grand d’Espagne et lui conféra le titre de marquis.

### Mariage et descendance
Anatole de Montesquiou épouse en 1809 sa cousine germaine Elodie de Montesquiou, dame d'honneur de la duchesse d'Orléans (Paris, 10 novembre 1790 - Paris 7e, 19 mai 1875), fille de Henri de Montesquiou et d'Augustine Dupleix de Bacquencourt. Le couple a trois fils, tous avec postérité :  
- Napoléon-Anatole de Montesquiou Fezensac (Paris, 3 décembre 1810 - Paris 7e, 5 mars 1872), conseiller-général et député de la Sarthe, marié en 1833 avec Anne Elisabeth Cuillier-Perron (1816-1866), fille de Pierre Cuillier-Perron, général, et d'Anne Joséphine du Trochet, sa seconde épouse. Dont postérité : leur fils Odon de Montesquiou héritier du château de Courtanvaux, est le père de Léon de Montesquiou ; ils sont aussi les parents de l'amiral Bertrand de Montesquiou ;
- Thierry-Anatole de Montesquiou Fezensac (Paris, 5 mars 1824 - Paris 8e, 16 avril 1904), marié en 1844 avec Albertine du Roux (1823-1864). Dont postérité, ils sont notamment les parents du célèbre dandy et poète Robert de Montesquiou ;
- Wolodimir-Anatole de Montesquiou Fezensac (Paris, 18 mars 1830 - Paris 8e, 13 mars 1905), propriétaire du château de Bourron, qu'il achète en 1878[5], marié en 1851 avec Marie Louise Caroline Sauvage (1829-1887), dont postérité[6].

### Œuvres principales
- Poésies, 1820, Paris, Firmin Didot, Lire en ligne ;
- Sonnets, canzones et ballades et sextines de Pétrarque, traduits en vers par le comte Anatole de Montesquiou, 1842-1843, Paris, Leroy, 3 volumes, tome 1 , tome 2 , tome 3 ;
- Chants divers, 1843, Paris, Amyot, 2 volumes ;
- Moïse, poème en vingt-quatre chants, 1850, Paris, Amyot, 2 volumes, tome 1, , tome 2 ;
- Les restes mortels de l'amiral Coligny, leurs vicissitudes, depuis la Saint-Barthélemy jusqu'à nos jours. Leur réintégration à Châtillon-sur-Loing en 1851. (Pièces inédites.) // Bulletin de la Société de l'Histoire du Protestantisme Français (1852-1865). Vol. 3, No. 5/7 (1854 sept., oct. et nov.), p. 346-352 ;
- Un Crime, drame en cinq actes et en vers, 1853, Paris, Amyot, 1 volume ;
- Le Fablier des Fleurs, 1855, Paris, Firmin-Didot, 1 volume ;
- Hercule, poème épique, 1873, Paris, A. Lemerre, 2 volumes ;
- Souvenirs sur la Révolution, l'Empire, la Restauration et le règne de Louis-Philippe, présentés et annotés par Robert Burnand, 1961, Paris, Plon, 1 vol., IV+541 pages[7].